# Роко Брайкович
Роко Брайкович (хорв. Roko Brajković, нар. 17 серпня 2005, Спліт, Хорватія) — хорватський футболіст, півзахисник клубу «Хайдук».

## Ігрова кар'єра

### Клубна
У 2013 році Роко Брайкович приєднався до футбольної академії клубу «Хайдук». За вісім сезонів він пройшов через молодіжні команди і 29 квітня 2022 року провів дебютну гру в основі «Хайдука» в хорватському чемпіонаті. У червні 2022 року футболіст підписав з клубом контракт до 2024 року.
28 травня 2023 року у матчі проти «Шибеника» Брайкович забив свій перший гол на професійному рівні. У віці 17 років 10 місяців і 25 днів він став наймолодшим бомбардиром в історії «Хайдука».

### Збірна
З 2019 року Роко Брайкович захищає кольори юнацьких збірних Хорватії.